# 1990 في فنزويلا
فيما يلي قوائم الأحداث التي وقعت خلال عام 1990 في فنزويلا.

## برامج ومسلسلات وأنمي
- الغريبتان

## مواليد

### يناير
- 24 يناير – ريكاردو مانويل كاردوسو مارتينز لاعب كرة قدم برتغالي.[1]

### فبراير
- 6 فبراير – خوسيه ماوريسيو بارا لاعب كرة قدم فنزويلي.[2]
- 25 فبراير – رافايل رومو لاعب كرة قدم فنزويلي.[3]

### أبريل
- 30 أبريل – فرانسيسكو فلوريس لاعب كرة قدم فنزويلي.[4]

### سبتمبر
- 4 سبتمبر – ستيفانيا فرناندز
- 8 سبتمبر – خوسيه مانويل فيلازكيز لاعب كرة قدم فنزويلي.[5]

### أكتوبر
- 19 أكتوبر – أليز هينريخ
- 24 أكتوبر – أنتوني يوريبا لاعب كرة قدم فنزويلي.[6]

### نوفمبر
- 23 نوفمبر – غريغوري إشنك لاعب كرة سلة فنزويلي.

### ديسمبر
- 12 ديسمبر – بابلو كماتشو لاعب كرة قدم فنزويلي.[7]
- 20 ديسمبر – ميغيل رويز
- 22 ديسمبر – لويس غونزاليس لاعب كرة قدم فنزويلي.[8]

## وفيات

### يونيو
- 24 يونيو – جيرمان فلاميريش (مواليد 1907) سياسي فنزويلي.